# Manduca argentina
Manduca argentina är en fjärilsart som beskrevs av Clark 1926. Manduca argentina ingår i släktet Manduca och familjen svärmare. Inga underarter finns listade i Catalogue of Life.